# Spinor
Spinor – obiekt geometryczny o specyficznych własnościach transformacyjnych. Spinory transformują się względem reprezentacji spinorowej (ułamkowej) grupy przekształceń.

## Reprezentacje obiektów geometrycznych
Różnym obiektom lub zjawiskom fizycznym można przypisać różne abstrakcyjne obiekty geometryczne, np. wielkości skalarne (np. pola temperatur), wielkości wektorowe (np. pola prędkości cząsteczek cieczy czy gazu), wielkości tensorowe (np. pola elektromagnetycznego) itp. Wprowadzenie układu współrzędnych pozwala na przypisanie każdemu obiektowi zestawu liczb, które nazywamy jego składowymi. Np. wektor w przestrzeni 3-wymiarowej zapisujemy za pomocą zestawu 3 liczb, zaś tensor 2-go rzędu zapisujemy za pomocą macierzy 3x3, czyli 9 liczb itd. Układ współrzędnych można wybrać na wiele sposobów, dlatego składowe obiektów geometrycznych będą na ogół inne w różnych układach współrzędnych. Mówimy, że obiekty geometryczne mają różne reprezentacje w zależności od wyboru układu współrzędnych.
Jednak pewne wielkości obliczone na podstawie składowych będą niezależne od przyjętego układu współrzędnych. Własności te zwane niezmiennikami odpowiadają własnościom geometrycznym reprezentowanych przez nie obiektów geometrycznych. Np. długość wektora, kierunek w przestrzeni są niezmiennikami, gdyż określenie tych wielkości jest niezależne od przyjętego układu współrzędnych.

## Grupa transformacji układu współrzędnych
Załóżmy, że mamy daną reprezentację obiektu geometrycznego w jednym układzie współrzędnych i chcemy znaleźć jego reprezentację w innym układzie współrzędnych o tym samym początku. Załóżmy np. że mamy do czynienia z układami o trzech osiach wzajemnie prostopadłych. Wtedy można dokonać odpowiedniego obrotu osi układu pierwszego i ewentualnie odbicia osi względem płaszczyzn do nich prostopadłych tak aby przekształcić ten układ w drugi (nie będzie przesunięcia w przestrzeni ze względu na założenie o identycznym początku układu współrzędnych).
Transformację potrzebną do przekształcenia jednego układu w drugi można opisać za pomocą macierzy. W przypadku przestrzeni 3-wymiarowej będziemy mieli 9 liczb, tworzących macierz. Macierz taka będzie reprezentacją fizycznej transformacji wykonanej na jednym układzie tak, by nałożyć jego osie współrzędnych na osie drugiego układu.
Wszystkie możliwe transformacje danego układu współrzędnych tworzą grupę. Oznacza to, że
1. złożenie dowolnych dwóch transformacji jest transformacją, np. dwa obroty wykonane kolejno po sobie są równoważne jakiemuś pojedynczemu obrotowi
2. złożenie trzech transformacji jest łączne, tzn. {\displaystyle (T_{A}\cdot T_{B})\cdot T_{C}=T_{A}\cdot (T_{B}\cdot T_{C})}
3. dla każdej transformacji istnieje transformacja do niej odwrotna, np. transformacją odwrotną do obrotu jest obrót w przeciwną stroną wokół tej samej osi i o ten sam kąt
4. istnieje element neutralny – jest nim transformacja pozostawiająca układ bez zmian.

Grupa transformacji jest grupą przemienną (abelową) jedynie w przestrzeni 2-wymiarowej.
Grupa transformacji jest grupą nieprzemienną (nieabelową) w przestrzeniach 3, 4,… wymiarowych. Np. wykonanie dwóch obrotów w przestrzeni 3-wymiarowej nie da na ogół tego samego wyniku, co wykonanie tych obrotów w odwrotnej kolejności.

## Grupy symetrii
Inną sytuację, w której występują transformacje tworzące grupę mamy w przypadku rozważania symetrii danego obiektu albo symetrii np. funkcji. Przez symetrię rozumiemy przekształcenie obiektu w samego siebie przy dokonaniu na nim przekształcenia, np. obrotu czy odbicia itp. Symetrie tworzą grupę podobnie jak transformacje układu współrzędnych.

## Reprezentacje transformacji
Załóżmy, że mamy daną grupę transformacji {\displaystyle \{T_{1},T_{2},\dots ,T_{N}\}} w pewnej przestrzeni.
Reprezentacją grupy transformacji {\displaystyle \{T_{1},T_{2},\dots ,T_{N}\}} nazywamy zbiór macierzy kwadratowych {\displaystyle \{M(T_{1}),M(T_{2}),\dots ,M(T_{N})\}} taki że każdej macierzy tego zbioru odpowiada jedna transformacja, a transformacji będącej wynikiem składania dwóch transformacji odpowiada macierz będąca iloczynem macierzy, z których pierwsza macierz odpowiada pierwszej transformacji, a druga macierz odpowiada drugiej transformacji.
Np. jeżeli transformacjom {\displaystyle A,B,C} przypiszemy macierze {\displaystyle M(A),M(B),M(C)} oraz {\displaystyle C=B\cdot A,} to {\displaystyle M(C)=M(B)\cdot M(A).}
Wynika stąd, że:
1) Macierze kwadratowe odpowiadające danej transformacji tworzą grupę.
2) Reprezentacja jest homomorfizmem grupy transformacji w grupę macierzy z mnożeniem.
3) Może istnieć więcej niż jedna reprezentacja dla danej grupy transformacji (przykłady omówiono niżej).
4) Niektóre reprezentacje mogą być niejednoznaczne, tzn. przypisywać tę samą macierz kilku transformacjom.
5) Różne reprezentacje mogą składać się z macierzy o wymiarach 1x1, 2x2, 3x3 itd.
6) Trywialną macierz 1x1 można utożsamić ze zwykłą liczbą.

## Przykłady reprezentacji
- Najprostszą, trywialną reprezentacją każdej grupy jest przyporządkowanie każdemu elementowi liczby 1. Łatwo sprawdzić, że taka reprezentacja przeprowadza grupę transformacji w zbiór {1}, który stanowi reprezentację 1-elementową:

{\displaystyle \forall _{A\in T}\,\,\,M(A)=1.}
Niech np. {\displaystyle C=A\cdot B.} Wtedy
{\displaystyle M(A\cdot B)=M(C)=1=1\cdot 1=M(A)\cdot M(B).}
Łatwo sprawdzić, że inne warunki także są spełnione przez takie przyporządkowanie.
- Inną trywialną reprezentacją możemy zdefiniować, jeżeli grupa transformacji jest grupą macierzy, przypisując każdej macierzy ją samą:

{\displaystyle M(A)=A.}
Wtedy np.
{\displaystyle M(A\cdot B)=M(C)=C=M(A)\cdot M(B)}
- Reprezentacją nietrywialną zdefiniujemy definiując „mnożenie odwrotne”:

{\displaystyle M(A)=\det(A)\cdot A^{-1}.}
Wtedy np.
{\displaystyle M(A\cdot B)=\det(A\cdot B)(A\cdot B)^{-1}=\det(B)B^{-1}\cdot \det(A)A^{-1}=M(B)\cdot M(A).}

## Reprezentacja spinorowa w przestrzeniR3{\displaystyle R^{3}}
Każdy obiekt geometryczny przekształca się względem jakiejś reprezentacji. Więcej na ten temat w artykule Tensor.
Tutaj omówimy reprezentację spinorową dla grupy transformacji złożonej z obrotów i odbić układów współrzędnych w trójwymiarowej przestrzeni euklidesowej.
1) Każdemu wektorowi {\displaystyle \mathbf {v} =[a,b,c]} przyporządkujmy macierz 2x2 o składowych zespolonych:
{\displaystyle S(\mathbf {v} )={\begin{bmatrix}c&a-bi\\a+bi&-c\end{bmatrix}}.}
Macierze te spełniają równanie:
{\displaystyle S(\mathbf {v} )S(\mathbf {v} )=|\mathbf {v} |^{2}I.}
gdzie:
{\displaystyle I={\begin{bmatrix}1&0\\0&1\end{bmatrix}}} – macierz jednostkowa,
{\displaystyle |\mathbf {v} |={\sqrt {a^{2}+b^{2}+c^{2}}}} – długość wektora.
2) Dla każdego odbicia definiujemy wektor jednostkowy prostopadły do płaszczyzny odbicia. Niech {\displaystyle R({\hat {u}})} oznacza odbicie względem płaszczyzny prostopadłej do wektora jednostkowego {\displaystyle {\hat {u}}.} Każdemu odbiciu przyporządkowujemy macierz {\displaystyle S} odpowiadającą temu wektorowi
{\displaystyle M{\bigg (}R({\hat {u}}){\bigg )}=S({\hat {u}}).}
Każdy obrót można przedstawić jako złożenie dwóch odbić, np. {\displaystyle O=R({\hat {u}})\cdot R({\hat {v}}),} możemy więc przyporządkować każdemu obrotowi macierz, będącą iloczynem macierzy {\displaystyle S({\hat {u}}),S({\hat {v}})} odpowiadających tym odbiciom:
{\displaystyle M(O)=M{\bigg (}R({\hat {u}})\cdot R({\hat {v}}){\bigg )}=M{\bigg (}R({\hat {u}}){\bigg )}\cdot M{\bigg (}R({\hat {v}}){\bigg )}=S({\hat {u}})\cdot S({\hat {v}}).}
3) W każdej reprezentacji przekształceniu tożsamościowemu powinna odpowiadać macierz jednostkowa. Ponieważ każde odbicie złożone samo ze sobą daje przekształcenie tożsamościowe, to powyżej przyjęte przyporządkowanie daje
{\displaystyle S({\hat {v}})S({\hat {v}})=|{\hat {v}}|^{2}I=I,}
gdyż {\displaystyle |{\hat {v}}|=1} dla wektora jednostkowego, co oznacza że macierz odpowiadająca przekształceniu tożsamościowemu jest macierzą jednostkową.
Widzimy, że zdefiniowany wyżej zbiór macierzy {\displaystyle M} spełnia wszystkie założenia bycia reprezentacją.

## Spinory
Dla każdej reprezentacji istnieją obiekty geometryczne, których składowe przekształcają się zgodnie z nią. Dla reprezentacji spinorowej obiekty te nazywamy spinorami.
Spinor jest to wektor kolumnowy o składowych zespolonych taki, że jeżeli jeden układ współrzędnych przekształca się w drugi pod wpływem transformacji {\displaystyle T,} to składowe spinora w tych układach wiąże wzór:
{\displaystyle {\begin{bmatrix}f'\\g'\end{bmatrix}}=M(T){\begin{bmatrix}f\\g\end{bmatrix}},}
gdzie {\displaystyle M(T)} jest macierzą zdefiniowaną w poprzednim akapicie.
Spinory posiadają kilka mało intuicyjnych właściwości. M.in. jeżeli poddamy spinor obrotowi o 360 stopni, to zmieni on znak na przeciwny.

## Definicja intuicyjna
Pojęcie spinora można przybliżyć w następujący sposób:
Zwykłe wektory to obiekty, które posiadają długość i kierunek. O spinorach można powiedzieć, że są swego rodzaju wektorami, które posiadają długość, kierunek oraz pewną dodatkową właściwość. Można wyobrazić sobie spinor jako wektor, do którego przyczepiona jest na jednym końcu elastyczna, gumowa taśma. Drugi koniec taśmy przytwierdzony jest do ściany. Spinory oprócz długości i kierunku niosą informację, czy taśma jest skręcona parzystą czy nieparzystą liczbę razy. Po obrocie spinora o 360 stopni liczba skręceń na taśmie zmienia się z parzystej na nieparzystą lub na odwrót, co oznacza, że składowe spinora mają przeciwny znak. Dwa niezerowe spinory, których wszystkie współrzędne są do siebie wzajemnie przeciwne, mają ten sam kierunek, ale wykazują inną parzystość skręceń taśmy. Obrót każdego spinora o 720 stopni przywraca go do oryginalnego stanu.

## Zastosowania
Spinory pojawiają się w fizyce, w szczególności w mechanice kwantowej, np. funkcje falowe cząstek o ułamkowym spinie jak elektron lub inne fermiony, są opisywane właśnie za pomocą spinorów. Powoduje to pojawienie się szeregu doniosłych i często sprzecznych z intuicją efektów jak np. zakaz Pauliego.
Spinory istnieją w przestrzeniach o dowolnej liczbie wymiarów, jednak dla każdej liczby wymiarów trzeba osobno definiować macierze reprezentacji spinorowej. Jest to sytuacja inna niż w przypadku zwykłych tensorów, gdzie istnieje jeden ogólny schemat definiowania macierzy reprezentacji dla dowolnej liczby wymiarów. Reprezentacja spinorowa ma wyraźnie inną postać w przestrzeniach o parzystej liczbie wymiarów w porównaniu do przestrzeni nieparzyście wymiarowych. Jedną z konsekwencji takiego stanu rzeczy jest fakt, że w pewnych konkretnych przestrzeniach spinory wykazują pewne dodatkowe właściwości, których nie mają w przestrzeni o innej liczbie wymiarów. Kiedy odkryto teorię strun, zauważono, że jest matematycznie spójna tylko w przestrzeni dziesięcio- lub dwudziestosześciowymiarowej. Jest to odbiciem szczególnych właściwości spinorów w tych przestrzeniach.